# Richmond Webb
Pour les articles homonymes, voir Webb.
(en) Statistiques sur pro-football-reference
Richmond Jewel Webb, né le 11 janvier 1967 à Dallas, est un joueur américain de football américain.
Cet offensive tackle a joué pour les Dolphins de Miami (1990–2000) et les Bengals de Cincinnati (2001–2002) en National Football League (NFL).